# Maciej Wąsik
Maciej Roman Wąsik (ur. 16 października 1969 w Warszawie) – polski polityk, urzędnik państwowy i samorządowy.
Zastępca szefa Centralnego Biura Antykorupcyjnego (2006–2009), poseł na Sejm VIII, IX i X kadencji (2015–2023), sekretarz stanu w Kancelarii Prezesa Rady Ministrów (2015–2019), sekretarz Kolegium do Spraw Służb Specjalnych (2015–2023), sekretarz stanu w Ministerstwie Spraw Wewnętrznych i Administracji (2019–2023), poseł do Parlamentu Europejskiego X kadencji (od 2024).

## Życiorys

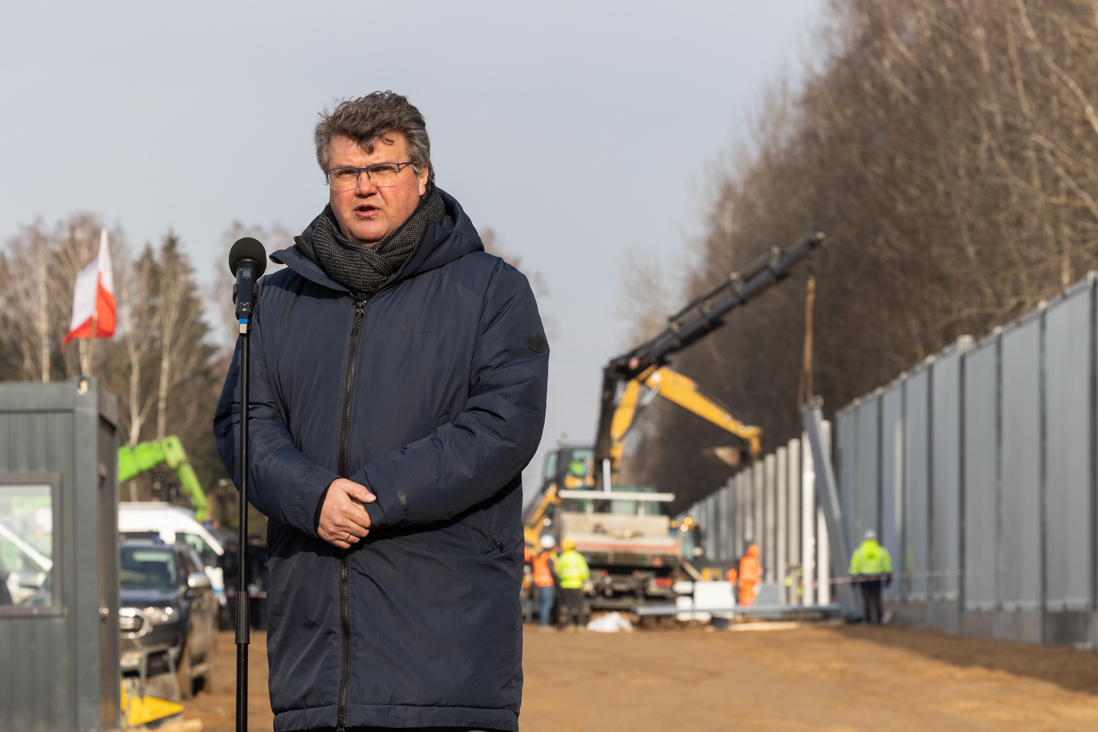
Maciej Wąsik przy zaporze na granicy polsko-białoruskiej (2022)

W latach 90. był działaczem Ligi Republikańskiej. W 1994 ukończył studia z zakresu archeologii na Uniwersytecie Warszawskim. Pracował m.in. jako zarządca hotelu i współwłaściciel firmy szkoleniowej. W wyborach samorządowych w 2002 kandydował z listy Prawa i Sprawiedliwości, został wówczas wybrany na radnego dzielnicy Praga-Południe. W 2003 przez kilka miesięcy był burmistrzem Wawra. Następnie pełnił funkcję zastępcy komendanta Straży Miejskiej miasta stołecznego Warszawy. W 2006 objął stanowisko zastępcy szefa Centralnego Biura Antykorupcyjnego, które zajmował do 2009.
W międzyczasie Maciej Wąsik powrócił do działalności politycznej w ramach Prawa i Sprawiedliwości. W 2010 uzyskał mandat radnego Rady m.st. Warszawy. W wyborach w 2011 bez powodzenia kandydował z ramienia PiS do Sejmu. W 2014 został natomiast wybrany do Sejmiku Województwa Mazowieckiego.
Pracował także w spółce z o.o. Srebrna.
W wyborach parlamentarnych w 2015 wystartował do Sejmu w okręgu płockim. Uzyskał mandat posła VIII kadencji, otrzymując 9977 głosów. W listopadzie 2015 został powołany na sekretarza stanu w Kancelarii Prezesa Rady Ministrów – był zastępcą ministra-członka Rady Ministrów, koordynatora służb specjalnych Mariusza Kamińskiego. Objął także funkcję sekretarza Kolegium do Spraw Służb Specjalnych.
W latach 2018–2020 członek Komisji Nadzoru Finansowego, przedstawiciel ministra – Koordynatora Służb Specjalnych.
W wyborach w 2019 z powodzeniem ubiegał się o poselską reelekcję, otrzymując 14 280 głosów. 25 listopada 2019 powołany na sekretarza stanu w Ministerstwie Spraw Wewnętrznych i Administracji, pozostał także na stanowisku sekretarza Kolegium do Spraw Służb Specjalnych.
W wyborach w 2023 ponownie został wybrany do Sejmu, uzyskując 24 033 głosy. W grudniu tego samego roku zakończył pełnienie funkcji rządowych. Mandat posła wykonywał do jego wygaśnięcia wskutek skazania prawomocnym wyrokiem sądu, co nastąpiło 20 grudnia 2023. W 2024 został natomiast wybrany do Parlamentu Europejskiego X kadencji, będąc liderem listy Prawa i Sprawiedliwości w okręgu nr 3 (dostał wówczas 85 151 głosów). Zasiadł w Komisji Transportu i Turystyki.

## Wyniki w wyborach ogólnopolskich
| Wybory | Komitet wyborczy                | Komitet wyborczy       | Organ             | Okręg           | Wynik        |
| ------ | ------------------------------- | ---------------------- | ----------------- | --------------- | ------------ |
| 2011   |                                 | Prawo i Sprawiedliwość | Sejm VII kadencji | nr 16           | 6583 (2,38%) |
| 2015   | Sejm VIII kadencji              | Prawo i Sprawiedliwość | 9977 (3,32%)      | nr 16           |              |
| 2019   | Sejm IX kadencji                | Prawo i Sprawiedliwość | 14 280 (3,85%)    | nr 16           |              |
| 2023   | Sejm X kadencji                 | Prawo i Sprawiedliwość | 24 033 (5,43%)    | nr 16           |              |
| 2024   | Parlament Europejski X kadencji | Prawo i Sprawiedliwość | nr 3              | 85 151 (12,39%) |              |

## Proces i skazanie
Podobnie jak Mariuszowi Kamińskiemu, jego przełożonemu w CBA, tak i jemu zostały przedstawione zarzuty m.in. przekroczenia uprawnień i popełnienia przestępstw przeciwko wiarygodności dokumentów (w tym wielokrotnego fałszowania podpisów i dokumentów wydawanych m.in. przez Marszałka Województwa Warmińsko-Mazurskiego, wójta gminy czy dyrektora departamentu) w związku z tzw. aferą gruntową, do popełnienia których Maciej Wąsik nie przyznał się. We wrześniu 2010 został m.in. przeciwko niemu skierowany do sądu akt oskarżenia. W czerwcu 2012 Sąd Rejonowy Warszawa-Śródmieście uwzględnił wnioski obrońców i nieprawomocnie umorzył postępowanie, stwierdzając brak znamion czynów zabronionych. Postanowienie to, na skutek zażalenia złożonego przez prokuratora, w grudniu 2012 zostało uchylone postanowieniem sądu okręgowego, co skutkowało koniecznością przeprowadzenia rozprawy. W marcu 2015 Maciej Wąsik został przez sąd I instancji uznany za winnego przekroczenia uprawnień i nieprawomocnie skazany na karę 3 lat pozbawienia wolności. Przed uprawomocnieniem się tego orzeczenia, tj. przed rozpoznaniem apelacji, 16 listopada 2015 prezydent Andrzej Duda zastosował wobec Kamińskiego prawo łaski w formule „przebaczenie i puszczenie w niepamięć oraz umorzenie postępowania”, powołując się na art. 139 Konstytucji. W marcu 2016 sąd odwoławczy, który miał rozpoznać złożone apelacje, powołując się na powyższą decyzję prezydenta umorzył postępowanie.
31 maja 2017 Sąd Najwyższy w przyjętej uchwale uznał akt łaski za bezskuteczny. 17 lipca 2018 Trybunał Konstytucyjny orzekł natomiast (przy zdaniu odrębnym jednego sędziego w pięcioosobowym składzie), że konstytucyjne prawo łaski jako pojęcie szersze od ułaskawienia obejmuje również akty abolicji indywidualnej.
2 czerwca 2023 Trybunał Konstytucyjny na wniosek Marszałka Sejmu orzekł, iż prawo łaski jest wyłączną i niepodlegającą kontroli kompetencją Prezydenta RP i wywołuje ostateczne skutki prawne. Trybunał uznał, że Sąd Najwyższy nie ma kompetencji do sprawowania kontroli ze skutkiem prawnym wykonywania kompetencji Prezydenta RP i odnoszących się do prawa łaski. Zdanie odrębne do wyroku zgłosili sędziowie Piotr Pszczółkowski i Michał Warciński.
6 czerwca 2023 – z uwagi na skorzystanie przez Andrzeja Dudę wobec skazanych z prawa łaski w formule zbliżonej do abolicji indywidualnej, nie wymienionej w polskim prawie, oraz związaną z tym błędną wykładnię sądu II instancji – Sąd Najwyższy na podstawie m.in. uchwały SN z dnia 31 maja 2017 r., I KZP 4/17, stwierdzającej, że;
„Prawo łaski, jako uprawnienie Prezydenta Rzeczypospolitej Polskiej określone w art. 139, zdanie pierwsze, Konstytucji Rzeczypospolitej Polskiej, może być realizowane wyłącznie wobec osób, których winę stwierdzono prawomocnym wyrokiem sądu (osób skazanych). Tylko przy takim ujęciu zakresu tego prawa nie dochodzi do naruszenia zasad wyrażonych w treści art. 10 w zw. z art. 7, art. 42 ust. 3, art. 45 ust. 1, art. 175 ust. 1 i art. 177 Konstytucji Rzeczypospolitej Polskiej. Zastosowanie prawa łaski przed datą prawomocności wyroku nie wywołuje skutków procesowych”, uchylił postanowienie Sądu z marca 2016 o umorzeniu postępowania i przekazał ją do ponownego rozpatrzenia w sądzie okręgowym.
SN zakwestionował też orzeczenie Trybunału Konstytucyjnego z 2 czerwca 2023, że „Sąd Najwyższy nie ma kompetencji do sprawowania kontroli ze skutkiem prawnym wykonywania kompetencji Prezydenta RP odnoszących się do prawa łaski” stwierdzając, że do sprawy istotne znaczenie ma zakres kompetencji Trybunału Konstytucyjnego wynikający z art. 188 ust. 1 pkt 1 Konstytucji RP, zgodnie z którym Trybunał Konstytucyjny orzeka w sprawach zgodności ustaw i umów międzynarodowych z Konstytucją. Oznacza to w konsekwencji, że przedmiotem kognicji jest treść ustawy, a nie sposób jej zastosowania przez sądy. Trybunał Konstytucyjny nie bierze udziału w sprawowaniu wymiaru sprawiedliwości, bo zgodnie z art. 175 Konstytucji wymiar sprawiedliwości w Rzeczypospolitej Polskiej sprawują Sąd Najwyższy, sądy powszechne, sądy administracyjne oraz sądy wojskowe. Nie może więc orzekać w sprawach dotyczących rozstrzygania konkretnych sporów prawnych (sporów ze stosunków prawnych) i w konsekwencji, zgodnie z Konstytucją, kompetencje Sądu Najwyższego i Trybunału Konstytucyjnego są rozdzielne i nie dotyczą tego samego zakresu rozstrzygnięć.
20 grudnia 2023 został prawomocnie skazany na dwa lata pozbawienia wolności, orzeczono wobec niego również pięcioletni zakaz pełnienia funkcji publicznych. Skazany oraz prezydent RP Andrzej Duda nie uznali wyroku, gdyż według Kancelarii Prezydenta w mocy prawnej pozostaje ułaskawienie prezydenta z 2015. W wyniku wyroku, 21 grudnia 2023 Marszałek Sejmu Szymon Hołownia na podstawie art. 99 ust. 3 Konstytucji RP oraz art. 247 § 1 pkt 2 Kodeksu wyborczego stwierdził wygaśnięcie mandatu poselskiego Wąsika.
9 stycznia 2024 Maciej Wąsik został zatrzymany przez funkcjonariuszy Policji w Pałacu Prezydenckim, a następnie trafił do Zakładu Karnego w Przytułach Starych koło Ostrołęki. 23 stycznia 2024, pomimo negatywnej opinii prokuratora generalnego, został ułaskawiony przez prezydenta Andrzeja Dudę i tego samego dnia opuścił zakład karny.
23 lutego 2024, prawomocnym wyrokiem Sądu Apelacyjnego w Warszawie, Maciej Wąsik przegrał proces o naruszenie dóbr osobistych, wytoczony mu przez Fundację Otwarty Dialog. Sąd oddalił apelację i utrzymał w mocy wyrok Sądu Okręgowego w Warszawie. Dodatkowo zasądził wobec pozwanego koszty postępowania.
8 lutego 2024 Prokuratura Okręgowa w Warszawie wszczęła śledztwo w związku z jego udziałem w pracach Sejmu w dniach 21 i 28 grudnia 2023, a 18 kwietnia przedstawiła mu zarzut niezastosowania się do zakazu pełnienia stanowisk publicznych. W związku z tym postępowaniem Parlament Europejski 1 kwietnia 2025 pozbawił go i Mariusza Kamińskiego immunitetu.

## Odznaczenia
- Krzyż Niepodległości I Klasy z Gwiazdą (NSZZ Policjantów) – 2022[41]